# Rettungskorsett

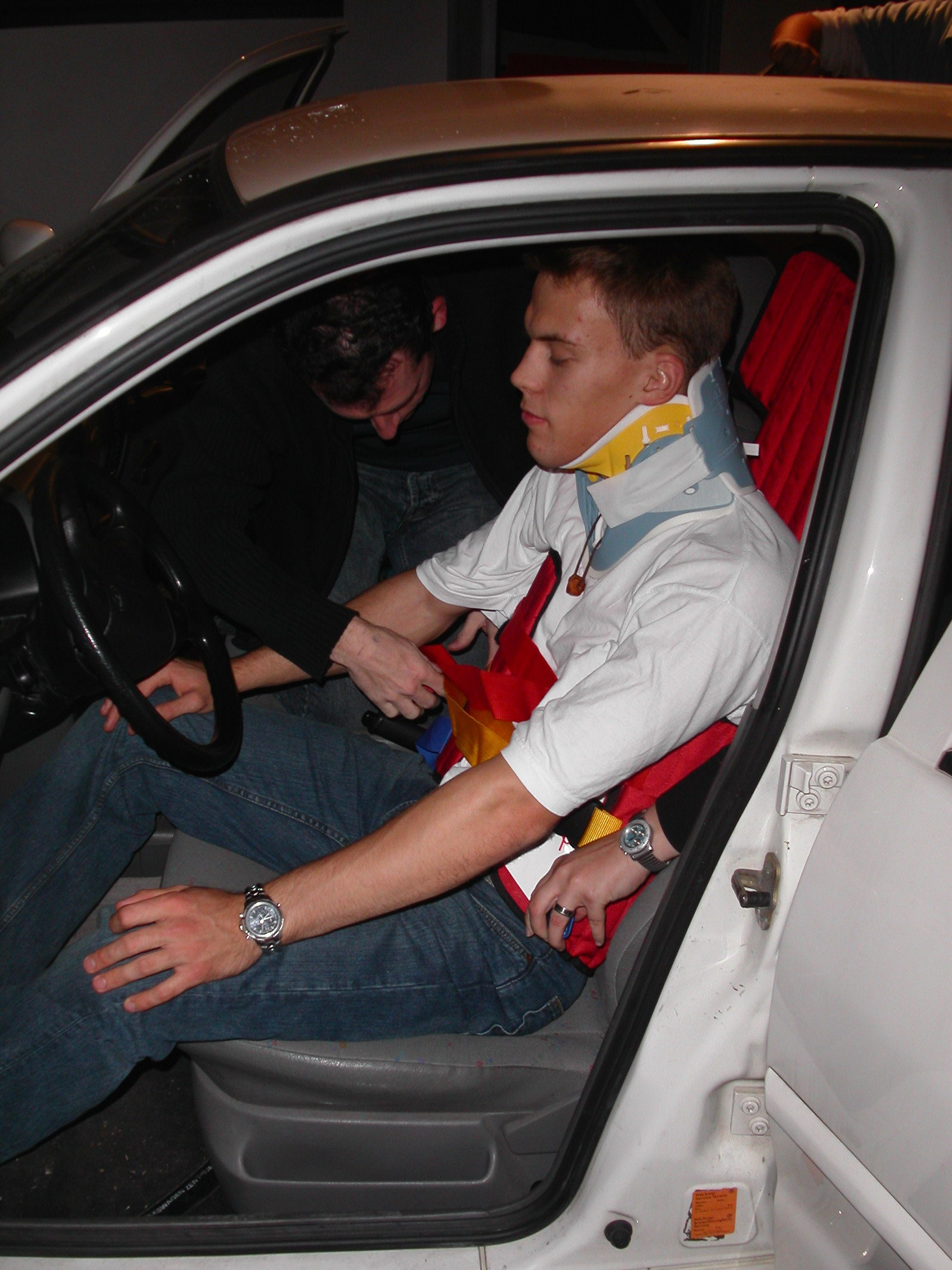
Rettungskorsett und Cervikalstütze bei einer Übung am Patienten

Das Rettungskorsett oder Immobilisationsset immobilisiert die gesamte Wirbelsäule und ermöglicht dem Rettungsdienst die Rettung des Patienten aus schlecht zugänglichen Situationen.
Nach einer modernen Bauart eines solchen Rettungsgeräts, die 1978 von Richard L. Kendrick zum Patent angemeldet wurde, ist als Produktbezeichnung für Rettungskorsetts allgemein die Kurzform KED für Kendrick Extrication Device („Kendrick-Befreiungshilfsmittel“) verbreitet.

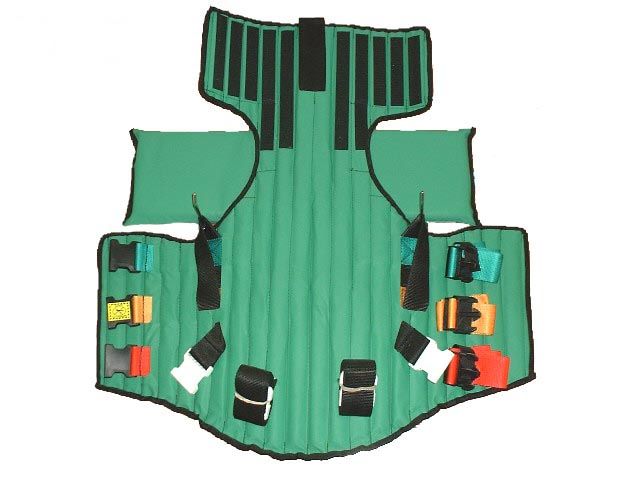
Rettungskorsett mit Nackenpolster

Ein Rettungskorsett umschließt wie ein klassisches Korsett den Rumpf unterhalb der Achseln und ist am Rücken bis über den Kopf hinaus verlängert. Stabilisiert wird das Kunststoffgewebe durch senkrecht eingearbeitete Streben, es wird durch mehrere Zugbänder um Oberkörper, Oberschenkel und Stirn fixiert. Fachgerecht wird es nur in Verbindung mit einer Cervikalstütze eingesetzt, die zusammen mit dem Kopf entsprechend unterpolstert wird, um eine achsengerechte Lagerung zu erreichen. Nach dem Anlegen sind unabsichtliche Bewegungen des Halses und der Brustwirbelsäule unmöglich, die Wirbelsäule wird vollständig entlastet. Unabhängig von einer beabsichtigten Immobilisation bietet das Rettungskorsett die Möglichkeit, „Griffe am Patienten“ anzubringen.
Besondere Bedeutung hat das Rettungskorsett bei der Rettung von Verletzten aus Fahrzeugen. Auch kann ein durch das Rettungskorsett immobilisierter Verunglückter mit geeignetem Hebezeug leicht aus der Tiefe, z. B. aus einem Brunnen, Bergwerks- oder Kanalbauschacht, geborgen werden. Der Betroffene muss immer mittels entsprechendem Gurtzeug, einem Rettungsdreieck oder ähnlichem gesichert werden, da das Seilzeug, trotz vermeintlich vorhandener Schlaufen, nicht direkt am Rettungskorsett befestigt werden darf.

## Limitationen
Anwendbar ist das Rettungskorsett ab einem Alter von etwa acht Jahren. Wenn das Korsett nicht passt, weil der Patient zu klein ist und mit den Gurten nicht ausreichend gesichert werden kann, muss eine Deckenrolle zum Ausgleich des fehlenden Volumens zwischen Bauch und Rettungskorsett eingebracht werden.
Bei Schwangeren ist das Rettungsgerät grundsätzlich anwendbar, nur darf der untere Brustgurt hier nicht fest angezogen werden.
Auch bei schweren Verletzungen des Oberschenkels ist das Korsett nur begrenzt einsetzbar, da dann die unter dem Gesäß verlaufenden Gurte nicht geschlossen werden dürfen.
Das Rettungskorsett anzulegen bedarf einiger Zeit und Übung. So kann es vorkommen, dass bei einer Verschlechterung der Vitalparameter die begonnene Rettung mit dem Rettungskorsett abgebrochen und zur Sofortrettung übergegangen werden muss.